# Shakujii (castillo)
El castillo de Shakujii (石 神 井 城, -jō ) era un castillo japonés junto al río Shakujii, en lo que ahora es el Parque Shakujii, de Nerima, Tokio. La historia del legado de este territorio feudal es el más claramente conocido de todos los territorios de lo que hoy forma Tokio.

## Historia
El castillo fue construido estratégicamente a lo largo del río Shakujii, cerca del lago Sanbō-tera, a fin de controlar y defender el valle del río. Aunque puede haber habido otra fortificación similar, erigida cerca de allí durante el período Heian (794-1185), es probable que la última versión del castillo Shakujii se haya construido después del período Kamakura (1185-1333). Al mismo tiempo Se construyó a poca distancia del castillo una presa, en un lugar escogido por un adivino, para bloquear la vía fluvial. 
El castillo estuvo en pie hasta el período Muromachi (1336-1467) y terminó controlado por el clan Toshima. Estos, apoyados por Kanrei (el diputado Shōgun) Ashikaga Mochiuji, estaban en su mejor momento durante la rebelión de Uesugi Zenshū, que duró de 1415 a 1417. 
Unos 40 años después, el clan Toshima participó en la Rebelión Kyōtoku de 1477, apoyando el levantamiento de Nagao Kageharu. Toshima Yasutsune dirigió sus fuerzas contra el castillo Shakujii y el cercano castillo de Nerima para apoyar a su hermano, Toshima Yasuaki, quien fue atacado en el castillo de Hiratsuka. Todos fueron derrotados por el ejército de Ōta Dōkan, un súbdito del clan Uesugi, quien sofocó la rebelión. Los Toshima huyeron al castillo de Kozukue, y también fueron derrotados allí, y el castillo de Shakujii fue destruido poco tiempo después. 